# Saki (schrijver)
Saki (Akyab, Birma, 18 december 1870 - bij Beaumont-Hamel, Frankrijk, 14 november 1916) was het pseudoniem van Hector Hugh Munro, een naam gekozen uit de Rubaiyat van Omar Khayyam. Hij was een Brits schrijver wiens grappige en fantastische verhalen het sociale milieu van de Edwardiaanse periode op een macabere en venijnige manier op de hak namen.
Hij wordt gezien als de meester van het korte verhaal en wordt vaak vergeleken met O. Henry en Dorothy Parker. Zijn verhaal Het open raam is misschien zijn meest bekende, met de eindzin "Romance at short notice was her specialty.".

## Achtergrond
Munro werd geboren in Akyab, Birma als de zoon van Charles Augustus Munro, een inspecteur-generaal voor de Birmese politie in de tijd dat het land nog door Groot-Brittannië werd geregeerd. Hij groeide op in Engeland, en werd samen met zijn broer en zus door zijn grootmoeder en tantes opgevoed in een strak huishouden. Hij gebruikte de strakheid van dit huishouden in veel van zijn verhalen, met name in Sredni Vashtar, waarin het huisdier van een jongen zich wreekt voor zijn baasjes ongeluk.
Munro werd opgeleid aan Pencarwick School in Exmoth en de Bedford Grammar School.  In 1893 ging hij bij de Birmese politie, maar werd drie jaar later om gezondheidsredenen gedwongen terug te gaan naar Engeland. Daar begon hij aan een carrière als journalist, en schreef voor kranten zoals de  Westminster Gazette, Daily Express, en Morning Post.
In 1900 verscheen Munro's eerste boek, The Rise of the Russian Empire, een historische studie gebaseerd op Edward Gibbons boek The Decline and Fall of the Roman Empire. Dit boek werd in 1902 gevolgd door Not-So-Stories, een bundel korte verhalen.  
Tussen 1902 en 1908 werkte hij als buitenlands correspondent voor The Morning Post in de Balkan, Rusland, en Parijs, en uiteindelijk in Londen. Veel van zijn verhalen uit die tijd spelen rondom de elegante Reginald en Clovis die een harteloos en doortrapt plezier hebben in de onbehaaglijkheid en het onderuitgaan van de conventionele en pretentieuze oudere generatie. In 1914 verscheen het boek When William came, waarin hij beschrijft wat er zou kunnen gebeuren als de Duitse keizer Engeland zou innemen.
Aan het begin van de Eerste Wereldoorlog gaat Munro in dienst, alhoewel hij officieel te oud is. Hij wordt neergeschoten door een scherpschutter op 14 november 1916 in Frankrijk, nabij Beaumont-Hamel. Munro school in een granaatkrater, en zijn laatste woorden (volgens verschillende bronnen) waren "Put that damned cigarette out!". Na zijn dood vernietigde zijn zus Ethel de meeste van zijn paperassen, en schreef haar eigen versie van het verhaal over hun jeugd. Het grootste gedeelte van zijn werk is postuum uitgebracht.

## Boeken
- 1900: The Rise of the Russian Empire
- 1902: Not-So-Stories
- 1902: The Westminster Alice (met F. Carruthers Gould)
- 1904: Reginald
- 1910: Reginald in Russia
- 1911: The Chronicles of Clovis
- 1912: The Unbearable Bassington
- 1914: Beasts and Super-Beasts
- 1914: The East Wing (kort verhaal, in Lucas's Annual)
- 1914: When William Came
- 1923: The Toys of Peace
- 1924: The Square Egg and Other Sketches
- 1924: "The Watched Pot" (toneelstuk met Cyril Maude)
- 1926-1927: The Works of Saki (8 vols.)
- 1930: Collected Stories
- 1933: Novels and Plays
- 1934: The Miracle-Merchant (in One-Act Plays for Stage and Study 8)
- 1950: The Best of Saki (ed. door G. Greene)
- 1963: The Bodley Head Saki
- 1981: Saki, (door A.J. Langguth, inclusief 6 nog niet eerder verschenen verhalen)
- 1976: The Complete Saki
- 1976: Short Stories (ed. door John Letts)
- 1995: The Secret Sin of Septimus Brope, and Other Stories

## In Nederlandse vertaling
- 1964 Kwartelzaad en 37 andere verhalen, Saki; Amsterdam: De Arbeiderspers.
- 1983 De onrustkuur: alle verhalen, Amsterdam: Bakker.
- 1985 De kortste verhalen, Amsterdam: Tabula.
- 2017 De complete verhalen, Amsterdam: Prometheus.

Voor een overzicht van alle pagina's met betrekking tot Myanmar op Wikipedia zie Myanmar van A tot Z.
- Bibsys: 90260902
- Biblioteca Nacional de España: XX1004180
- Bibliothèque nationale de France: cb11923428g (data)
- Catàleg d'autoritats de noms i títols de Catalunya: 981058508028406706
- CiNii: DA00342387
- Gemeinsame Normdatei: 118641239
- International Standard Name Identifier: 0000 0001 2095 5224
- Library of Congress Control Number: n81079486
- MusicBrainz: 147f93f1-3e59-4aaa-a444-0aa4d2294d76
- Bibliotheek van het Japanse parlement: 00455168
- Nationale Bibliotheek van Tsjechië: jn19981002108
- Nationale bibliotheek van Australië: 36193201
- Nationale Bibliotheek van Israël: 987007267300005171
- Nationale Bibliotheek van Polen: a0000001093986
- Nationale en Universitaire bibliotheek Zagreb: 000049780
- Nederlandse Thesaurus van Auteursnamen: 067843956
- Istituto Centrale per il Catalogo Unico: CFIV097015
- LIBRIS: 194968
- SNAC: w60g3q7m
- Système universitaire de documentation: 027119386
- Trove: 1226935
- Virtual International Authority File: 7396805